# Кніпель

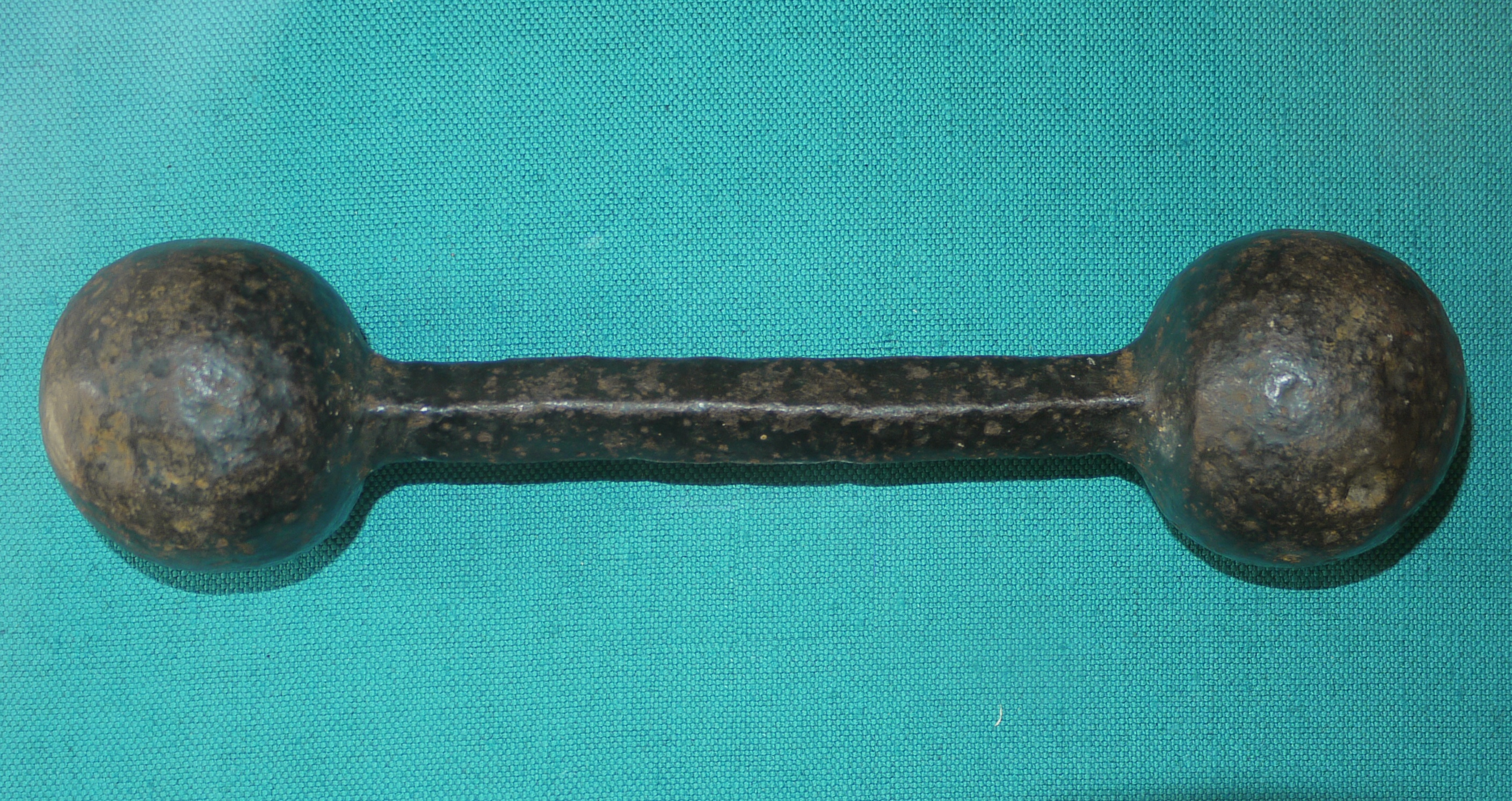
Кніпель

Кніпель (нім. Knüppel — «кийок») — артилерійський снаряд гладкоствольної артилерії, який складався з двох чавунних дисків чи півсфер, з'єднаних між собою залізним стержнем.
Використовувались в корабельній та береговій артилерії для пошкодження щогл, такелажу та вітрил вітрильних кораблів.
Пристрої, подібні до кніпелів, деколи використовувались в польовій артилерії для руйнування палісадів (загороджень у вигляді суцільного паркану з товстих колод, загострених зверху).
Кніпелі були на озброєнні артилерії до XVIII століття, та вийшли з ужитку через складність конструкції, малої дальності та низької точності стрільби.
Були замінені ланцюговими ядрами.